# 重加算税
加算税（じゅうかさんぜい）とは、過少申告加算税などが課税される場合に、内容を仮装・隠蔽しているなど悪質なものだった場合に、その過少申告加算税などに代えて課税される附帯税のことである（国税通則法第68条）。

## 重加算税の税率の区別
1. 過少申告加算税に代わる重加算税（法68①）　　過少申告加算税の基礎となる税額の35％に相当する重加算税が課せられる。
2. 無申告加算税に代わる重加算税（法68②）　　無申告加算税の基礎となる税額の40％に相当する重加算税が課せられる。
3. 不納付加算税に代わる重加算税（法68③）　　不納付加算税の基礎となった税額の35％に相当する重加算税を徴収される。
4. 過去に無申告加算税又は重加算税を課された場合（法68④）    　　過去５年以内に無申告加算税又は重加算税を課されたことがある場合において、再び仮装隠蔽があったときは、10％加重された重加算税（45％、50％）が課せられる。

## 国税庁の事務運営指針通達
国税庁は事務運営指針通達「法人税の重加算税の取扱いについて」（平成28年12月12課法2-8他）において、「隠蔽又は仮装に該当する場合」として下記の通り定めている。
1. 国税通則法第68条第1項又は第2項に規定する「国税の課税標準等又は税額等の計算の基礎となるべき事実の全部又は一部を隠蔽し、又は仮装し」とは、例えば、次に掲げるような事実（以下「不正事実」という。）がある場合をいう。
  1. いわゆる二重帳簿を作成していること。
  2. 次に掲げる事実（以下「帳簿書類の隠匿、虚偽記載等」という。）があること。 
    1. 帳簿、原始記録、証ひょう書類、貸借対照表、損益計算書、勘定科目内訳明細書、棚卸表その他決算に関係のある書類（以下「帳簿書類」という。）を、破棄又は隠匿していること。
    2. 帳簿書類の改ざん（偽造及び変造を含む。以下同じ。）、帳簿書類への虚偽記載、相手方との通謀による虚偽の証ひょう書類の作成、帳簿書類の意図的な集計違算その他の方法により仮装の経理を行っていること。
    3. 帳簿書類の作成又は帳簿書類への記録をせず、売上げその他の収入（営業外の収入を含む。）の脱ろう又は棚卸資産の除外をしていること。

  3. 特定の損金算入又は税額控除の要件とされる証明書その他の書類を改ざんし、又は虚偽の申請に基づき当該書類の交付を受けていること。
  4. 簿外資産（確定した決算の基礎となった帳簿の資産勘定に計上されていない資産をいう。）に係る利息収入、賃貸料収入等の果実を計上していないこと。
  5. 簿外資金（確定した決算の基礎となった帳簿に計上していない収入金又は当該帳簿に費用を過大若しくは架空に計上することにより当該帳簿から除外した資金をいう。）をもって役員賞与その他の費用を支出していること。
  6. 同族会社であるにもかかわらず、その判定の基礎となる株主等の所有株式等を架空の者又は単なる名義人に分割する等により非同族会社としていること。